# 24h Le Mans 2003

Tor Circuit de la Sarthe

24h Le Mans 2003 – 24–godzinny wyścig rozegrany na torze Circuit de la Sarthe w dniach 14–15 czerwca 2003 roku.

## Wyniki
Źródło: experiencelemans.com
| Poz.  | Klasa  | Nr | Zespół                                  | Kierowcy                                                  | Nadwozie                               | Opony | Okr. |
| Poz.  | Klasa  | Nr | Zespół                                  | Kierowcy                                                  | Silnik                                 | Opony | Okr. |
| ----- | ------ | -- | --------------------------------------- | --------------------------------------------------------- | -------------------------------------- | ----- | ---- |
| 1     | LMGTP  | 7  | Team Bentley                            | Rinaldo Capello Tom Kristensen Guy Smith                  | Bentley Speed 8                        | M     | 377  |
| 1     | LMGTP  | 7  | Team Bentley                            | Rinaldo Capello Tom Kristensen Guy Smith                  | Bentley 4.0L Turbo V8                  | M     | 377  |
| 2     | LMGTP  | 8  | Team Bentley                            | Mark Blundell David Brabham Johnny Herbert                | Bentley Speed 8                        | M     | 375  |
| 2     | LMGTP  | 8  | Team Bentley                            | Mark Blundell David Brabham Johnny Herbert                | Bentley 4.0L Turbo V8                  | M     | 375  |
| 3     | LMP900 | 6  | Champion Racing                         | JJ Lehto Emanuele Pirro Stefan Johansson                  | Audi R8                                | M     | 372  |
| 3     | LMP900 | 6  | Champion Racing                         | JJ Lehto Emanuele Pirro Stefan Johansson                  | Audi 3.6L Turbo V8                     | M     | 372  |
| 4     | LMP900 | 5  | Audi Sport Japan Team Goh               | Seiji Ara Jan Magnussen Marco Werner                      | Audi R8                                | M     | 370  |
| 4     | LMP900 | 5  | Audi Sport Japan Team Goh               | Seiji Ara Jan Magnussen Marco Werner                      | Audi 3.6L Turbo V8                     | M     | 370  |
| 5     | LMP900 | 11 | JML Team Panoz                          | Olivier Beretta Gunnar Jeannette Max Papis                | Panoz LMP01 Evo                        | M     | 360  |
| 5     | LMP900 | 11 | JML Team Panoz                          | Olivier Beretta Gunnar Jeannette Max Papis                | Élan 6L8 6.0L V8                       | M     | 360  |
| 6     | LMP900 | 15 | Racing for Holland                      | Jan Lammers John Bosch Andy Wallace                       | Dome S101                              | M     | 360  |
| 6     | LMP900 | 15 | Racing for Holland                      | Jan Lammers John Bosch Andy Wallace                       | Judd GV4 4.0L V10                      | M     | 360  |
| 7     | LMP900 | 13 | Courage Compétition                     | Jonathan Cochet Stéphan Grégoire Jean-Marc Gounon         | Courage C60                            | M     | 360  |
| 7     | LMP900 | 13 | Courage Compétition                     | Jonathan Cochet Stéphan Grégoire Jean-Marc Gounon         | Judd GV4 4.0L V10                      | M     | 360  |
| 8     | LMP900 | 17 | Pescarolo Sport                         | Jean-Christophe Boullion Franck Lagorce Stéphane Sarrazin | Courage C60                            | M     | 356  |
| 8     | LMP900 | 17 | Pescarolo Sport                         | Jean-Christophe Boullion Franck Lagorce Stéphane Sarrazin | Peugeot 3.2L Turbo V6                  | M     | 356  |
| 9     | LMP900 | 18 | Pescarolo Sport                         | Éric Hélary Nicolas Minassian Soheil Ayari                | Courage C60                            | M     | 352  |
| 9     | LMP900 | 18 | Pescarolo Sport                         | Éric Hélary Nicolas Minassian Soheil Ayari                | Peugeot 3.2L Turbo V6                  | M     | 352  |
| 10    | GTS    | 88 | Veloqx Prodrive Racing                  | Tomáš Enge Peter Kox Jamie Davies                         | Ferrari 550-GTS Maranello              | M     | 336  |
| 10    | GTS    | 88 | Veloqx Prodrive Racing                  | Tomáš Enge Peter Kox Jamie Davies                         | Ferrari F133 5.9L V12                  | M     | 336  |
| 11    | GTS    | 50 | Corvette Racing                         | Oliver Gavin Kelly Collins Andy Pilgrim                   | Chevrolet Corvette C5-R                | G     | 326  |
| 11    | GTS    | 50 | Corvette Racing                         | Oliver Gavin Kelly Collins Andy Pilgrim                   | Chevrolet 7.0L V8                      | G     | 326  |
| 12    | GTS    | 53 | Corvette Racing                         | Ron Fellows Johnny O’Connell Franck Fréon                 | Chevrolet Corvette C5-R                | G     | 326  |
| 12    | GTS    | 53 | Corvette Racing                         | Ron Fellows Johnny O’Connell Franck Fréon                 | Chevrolet 7.0L V8                      | G     | 326  |
| 13    | LMP900 | 9  | Kondo Racing                            | Masahiko Kondō Ukyō Katayama Ryō Fukuda                   | Dome S101                              | Y     | 322  |
| 13    | LMP900 | 9  | Kondo Racing                            | Masahiko Kondō Ukyō Katayama Ryō Fukuda                   | Mugen MF408S 4.0L V8                   | Y     | 322  |
| 14    | GT     | 93 | Alex Job Racing Petersen Motorsports    | Sascha Maassen Emmanuel Collard Lucas Luhr                | Porsche 911 GT3-RS                     | M     | 320  |
| 14    | GT     | 93 | Alex Job Racing Petersen Motorsports    | Sascha Maassen Emmanuel Collard Lucas Luhr                | Porsche 3.6L Flat-6                    | M     | 320  |
| 15    | LMP675 | 29 | Noël del Bello Racing                   | Jean-Luc Maury-Laribière Christophe Pillon Didier André   | Reynard 2KQ-LM                         | M     | 319  |
| 15    | LMP675 | 29 | Noël del Bello Racing                   | Jean-Luc Maury-Laribière Christophe Pillon Didier André   | Volkswagen HPT16 2.0L Turbo I4         | M     | 319  |
| 16    | GTS    | 86 | Larbre Compétition                      | Patrice Goueslard Christophe Bouchut Steve Zacchia        | Chrysler Viper GTS-R                   | M     | 317  |
| 16    | GTS    | 86 | Larbre Compétition                      | Patrice Goueslard Christophe Bouchut Steve Zacchia        | Chrysler 8.0L V10                      | M     | 317  |
| 17    | GT     | 87 | Orbit Racing                            | Leo Hindery Jr Peter Baron Marc Lieb                      | Porsche 911 GT3-RS                     | M     | 314  |
| 17    | GT     | 87 | Orbit Racing                            | Leo Hindery Jr Peter Baron Marc Lieb                      | Porsche 3.6L Flat-6                    | M     | 314  |
| 18    | GT     | 75 | Thierry Perrier Perspective Racing      | Michel Neugarten Nigel Smith Ian Khan                     | Porsche 911 GT3-RS                     | P     | 305  |
| 18    | GT     | 75 | Thierry Perrier Perspective Racing      | Michel Neugarten Nigel Smith Ian Khan                     | Porsche 3.6L Flat-6                    | P     | 305  |
| 19    | GT     | 77 | Team Taisan Advan                       | Atsushi Yogō Akira Iida Kazuyuki Nishizawa                | Porsche 911 GT3-RS                     | Y     | 304  |
| 19    | GT     | 77 | Team Taisan Advan                       | Atsushi Yogō Akira Iida Kazuyuki Nishizawa                | Porsche 3.6L Flat-6                    | Y     | 304  |
| 20    | GT     | 81 | The Racer's Group                       | Kevin Buckler Timo Bernhard Jörg Bergmeister              | Porsche 911 GT3-RS                     | M     | 304  |
| 20    | GT     | 81 | The Racer's Group                       | Kevin Buckler Timo Bernhard Jörg Bergmeister              | Porsche 3.6L Flat-6                    | M     | 304  |
| 21    | GTS    | 72 | Luc Alphand Aventures                   | Luc Alphand Jérôme Policand Frédéric Dor                  | Ferrari 550-GTS Maranello              | M     | 298  |
| 21    | GTS    | 72 | Luc Alphand Aventures                   | Luc Alphand Jérôme Policand Frédéric Dor                  | Ferrari F133 6.0L V12                  | M     | 298  |
| 22    | LMP675 | 26 | RN Motorsport Ltd.                      | John Nielsen Hayanari Shimoda Casper Elgaard              | DBA4 03S                               | D     | 288  |
| 22    | LMP675 | 26 | RN Motorsport Ltd.                      | John Nielsen Hayanari Shimoda Casper Elgaard              | Zytek ZG348 3.4L V8                    | D     | 288  |
| 23    | GT     | 78 | PK Sport Ltd.                           | Robin Liddell David Warnock Piers Masarati                | Porsche 911 GT3-RS                     | P     | 285  |
| 23    | GT     | 78 | PK Sport Ltd.                           | Robin Liddell David Warnock Piers Masarati                | Porsche 3.6L Flat-6                    | P     | 285  |
| 24    | LMP900 | 19 | Automotive Durango SRL                  | Sylvain Boulay Michele Rugolo Jean-Bernard Bouvet         | Durango LMP1                           | D     | 277  |
| 24    | LMP900 | 19 | Automotive Durango SRL                  | Sylvain Boulay Michele Rugolo Jean-Bernard Bouvet         | Judd GV4 4.0L V10                      | D     | 277  |
| 25    | GT     | 70 | JMB Racing                              | David Terrien Fabrizio de Simone Fabio Babini             | Ferrari 360 Modena GT                  | P     | 273  |
| 25    | GT     | 70 | JMB Racing                              | David Terrien Fabrizio de Simone Fabio Babini             | Ferrari F131 3.6L V8                   | P     | 273  |
| 26    | GT     | 94 | Risi Competizione                       | Anthony Lazzaro Ralf Kelleners Terry Borcheller           | Ferrari 360 Modena GT                  | M     | 269  |
| 26    | GT     | 94 | Risi Competizione                       | Anthony Lazzaro Ralf Kelleners Terry Borcheller           | Ferrari F131 3.6L V8                   | M     | 269  |
| 27    | GT     | 84 | T2M Motorsport                          | Vanina Ickx Roland Bervillé Patrick Bourdais              | Porsche 911 GT3-RS                     | M     | 264  |
| 27    | GT     | 84 | T2M Motorsport                          | Vanina Ickx Roland Bervillé Patrick Bourdais              | Porsche 3.6L Flat-6                    | M     | 264  |
| 28 NS | GTS    | 64 | Graham Nash Motorsport Ray Mallock Ltd. | Pedro Chaves Thomas Erdos Mike Newton                     | Saleen S7-R                            | D     | 292  |
| 28 NS | GTS    | 64 | Graham Nash Motorsport Ray Mallock Ltd. | Pedro Chaves Thomas Erdos Mike Newton                     | Ford 7.0L V8                           | D     | 292  |
| 29 NS | GT     | 85 | ST Team Orange Spyker                   | Norman Simon Tom Coronel Hans Hugenholtz                  | Spyker C8 Double-12R                   | D     | 229  |
| 29 NS | GT     | 85 | ST Team Orange Spyker                   | Norman Simon Tom Coronel Hans Hugenholtz                  | Audi 4.0L V8                           | D     | 229  |
| 30 NS | LMP675 | 24 | Rachel Welter                           | Yōjirō Terada Olivier Porta Gavin Pickering               | WR LMP01                               | M     | 235  |
| 30 NS | LMP675 | 24 | Rachel Welter                           | Yōjirō Terada Olivier Porta Gavin Pickering               | Peugeot 2.0L Turbo I4                  | M     | 235  |
| 31 NU | LMP900 | 16 | Racing for Holland                      | Felipe Ortiz Beppe Gabbiani Tristan Gommendy              | Dome S101                              | M     | 316  |
| 31 NU | LMP900 | 16 | Racing for Holland                      | Felipe Ortiz Beppe Gabbiani Tristan Gommendy              | Judd GV4 4.0L V10                      | M     | 316  |
| 32 NU | LMP900 | 12 | JML Team Panoz                          | Benjamin Leuenberger David Saelens Scott Maxwell          | Panoz LMP01 Evo                        | M     | 233  |
| 32 NU | LMP900 | 12 | JML Team Panoz                          | Benjamin Leuenberger David Saelens Scott Maxwell          | Élan 6L8 6.0L V8                       | M     | 233  |
| 33 NU | GTS    | 68 | Scorp Motorsport Communication          | Luis Marques Olivier Thévenin Denis Dupuis                | Chrysler Viper GTS-R                   | P     | 229  |
| 33 NU | GTS    | 68 | Scorp Motorsport Communication          | Luis Marques Olivier Thévenin Denis Dupuis                | Chrysler 8.0L V10                      | P     | 229  |
| 34 NU | GT     | 99 | XL Racing                               | Ange Barde Michel Ferté Gaël Lasoudier                    | Ferrari 550 Maranello                  | P     | 227  |
| 34 NU | GT     | 99 | XL Racing                               | Ange Barde Michel Ferté Gaël Lasoudier                    | Ferrari F131 5.5L V12                  | P     | 227  |
| 35 NU | LMP900 | 4  | Riley & Scott Racing                    | Jim Matthews Marc Goossens Christophe Tinseau             | Riley & Scott Mk III C                 | M     | 214  |
| 35 NU | LMP900 | 4  | Riley & Scott Racing                    | Jim Matthews Marc Goossens Christophe Tinseau             | Ford (Yates) 6.0L V8                   | M     | 214  |
| 36 NU | LMP675 | 25 | Gerard Welter                           | Bastien Brière Jean-René de Fournoux Stéphane Daoudi      | WR LMP02                               | M     | 176  |
| 36 NU | LMP675 | 25 | Gerard Welter                           | Bastien Brière Jean-René de Fournoux Stéphane Daoudi      | Peugeot 3.0L V6                        | M     | 176  |
| 37 NU | GTS    | 80 | Veloqx Prodrive Racing                  | Anthony Davidson Kelvin Burt Darren Turner                | Ferrari 550-GTS Maranello              | M     | 176  |
| 37 NU | GTS    | 80 | Veloqx Prodrive Racing                  | Anthony Davidson Kelvin Burt Darren Turner                | Ferrari F131 5.9L V12                  | M     | 176  |
| 38 NU | LMP900 | 14 | Team Nasamax McNeil Engineering         | Romain Dumas Robbie Stirling Werner Lupberger             | Reynard 01Q                            | G     | 138  |
| 38 NU | LMP900 | 14 | Team Nasamax McNeil Engineering         | Romain Dumas Robbie Stirling Werner Lupberger             | Cosworth XDE 2.7L Turbo V8 (Bioetanol) | G     | 138  |
| 39 NU | GT     | 95 | Risi Competizione                       | Shane Lewis Butch Leitzinger Johnny Mowlem                | Ferrari 360 Modena GT                  | Y     | 138  |
| 39 NU | GT     | 95 | Risi Competizione                       | Shane Lewis Butch Leitzinger Johnny Mowlem                | Ferrari F133 3.6L V8                   | Y     | 138  |
| 40 NU | GT     | 83 | Seikel Motorsport                       | Tony Burgess David Shep Andrew Bagnall                    | Porsche 911 GT3-RS                     | Y     | 134  |
| 40 NU | GT     | 83 | Seikel Motorsport                       | Tony Burgess David Shep Andrew Bagnall                    | Porsche 3.6L Flat-6                    | Y     | 134  |
| 41 NU | LMP675 | 27 | Intersport Racing                       | Jon Field Duncan Dayton Rick Sutherland                   | MG-Lola EX257                          | G     | 107  |
| 41 NU | LMP675 | 27 | Intersport Racing                       | Jon Field Duncan Dayton Rick Sutherland                   | MG (AER) XP20 2.0L Turbo I4            | G     | 107  |
| 42 NU | GT     | 92 | DeWalt Racesports Salisbury             | Mike Jordan Michael Caine Tim Sugden                      | TVR Tuscan T400R                       | D     | 93   |
| 42 NU | GT     | 92 | DeWalt Racesports Salisbury             | Mike Jordan Michael Caine Tim Sugden                      | TVR Speed Six 4.0L I6                  | D     | 93   |
| 43 NU | GTS    | 66 | Konrad Motorsport                       | Franz Konrad Toni Seiler Walter Brun                      | Saleen S7-R                            | D     | 91   |
| 43 NU | GTS    | 66 | Konrad Motorsport                       | Franz Konrad Toni Seiler Walter Brun                      | Ford 7.0L V8                           | D     | 91   |
| 44 NU | LMP900 | 21 | Edouard Sezionale                       | Patrice Roussel Eduoard Sezionale Lucas Lasserre          | Norma M2000-2                          | D     | 82   |
| 44 NU | LMP900 | 21 | Edouard Sezionale                       | Patrice Roussel Eduoard Sezionale Lucas Lasserre          | Ford (Roush) 6.0L V8                   | D     | 82   |
| 45 NU | LMP675 | 31 | Courage Compétition                     | David Hallyday Philippe Alliot Carl Rosenblad             | Courage C65                            | M     | 41   |
| 45 NU | LMP675 | 31 | Courage Compétition                     | David Hallyday Philippe Alliot Carl Rosenblad             | JPX 3.4L V6                            | M     | 41   |
| 46 NU | LMP900 | 10 | Audi Sport UK Arena Motorsport          | Frank Biela Perry McCarthy Mika Salo                      | Audi R8                                | M     | 28   |
| 46 NU | LMP900 | 10 | Audi Sport UK Arena Motorsport          | Frank Biela Perry McCarthy Mika Salo                      | Audi 3.6L Turbo V8                     | M     | 28   |
| 47 NU | LMP675 | 23 | Team Bucknum Racing                     | Jeff Bucknum Bryan Willman Chris McMurry                  | Pilbeam MP91                           | D     | 27   |
| 47 NU | LMP675 | 23 | Team Bucknum Racing                     | Jeff Bucknum Bryan Willman Chris McMurry                  | JPX 3.4L V6                            | D     | 27   |
| 48 NU | GT     | 91 | DeWalt Racesport Salisbury              | Rob Barff Richard Hay Richard Stanton                     | TVR Tuscan T400R                       | D     | 11   |
| 48 NU | GT     | 91 | DeWalt Racesport Salisbury              | Rob Barff Richard Hay Richard Stanton                     | TVR Speed Six 4.0L I6                  | D     | 11   |
| 49 NU | GTS    | 61 | Carsport America                        | Mike Hezemans Anthony Kumpen David Hart                   | Pagani Zonda GR                        | P     | 10   |
| 49 NU | GTS    | 61 | Carsport America                        | Mike Hezemans Anthony Kumpen David Hart                   | Mercedes-Benz AMG 6.0L V12             | P     | 10   |
| NW    | LMP900 | 20 | Lister Racing                           | Jamie Campbell-Walter Nathan Kinch Vincent Vosse          | Lister Storm LMP                       | D     | -    |
| NW    | LMP900 | 20 | Lister Racing                           | Jamie Campbell-Walter Nathan Kinch Vincent Vosse          | Chevrolet LS1 6.0L V8                  | D     | -    |